# Scytodes piroca
Scytodes piroca là một loài nhện trong họ Scytodidae.
Loài này thuộc chi Scytodes. Scytodes piroca được miêu tả năm 2000 bởi Rheims & Antonio D. Brescovit.